# Ellen Sandelin
Ellen Beata Elisabeth Sandelin, född den 19 juli 1862 i Karlskoga socken, död den 7 augusti 1907 i Stockholm, var en svensk läkare. Hon var dotter till Carl Henrik Sandelin.

## Biografi
Ellen Sandelin avlade mogenhetsexamen vid Wallinska flickskolan i Stockholm 1881, var en tid lärarinna vid flickskolan i Karlstad, studerade därefter vid universitetet i Kristiania samt började 1885 medicinska studier i Uppsala. Där undergick hon 1891 medicine kandidatexamen och blev 1897 medicine licentiat vid Karolinska institutet. Samma år började hon i Stockholm sin verksamhet som praktiserande läkare och var därjämte lärare i fysiologi och hälsolära i ett par läroanstalter för kvinnor liksom läkare vid Stockholms stads folkskolor. För att i vidsträckta kretsar sprida kunskap i fysiologi och hygien höll hon på flera orter populära föreläsningar och utgav därjämte Om några smittosamma sjukdomar och deras sociala faror (1902), Om ungdomens sedliga uppfostran (i serien "Populärvetenskapliga afhandlingar", 23, 1902), Kvinnokroppen, dess byggnad och hygien (1903) med mera. Även deltog hon aktivt i kvinnorörelsen, var ledamot av den första kommittén för kvinnans politiska rösträtt och höll föredrag vid kvinnokongresserna i London 1899 och i Berlin 1904.